# Listeria welshimeri
Listeria welshimeri  è una specie di batterio appartenente alla famiglia delle Listeriaceae.